# Laurentius Oddonis
Laurentius Oddonis (svenska: Lars Uddson), död 29 juli 1417 i Linköping, var en svensk präst och domprost i Linköpings församling. 

## Biografi
Laurentius Oddonis var präst och apostolisk vikarie i Linköpings stift 19 november 1366. Han blev senast 10 september 1377 kanik i Linköping och var även från 12 februari 1382 kanik i Växjö. Oddonis blev senast 1 december 1407 domprost i Linköpings församling. Han avled 29 juli 1417 i Linköping.